# Silent Cry
Silent Cry to szósty album studyjny zespołu Feeder. Został wydany 2008 roku. Jest do tej pory najgorzej sprzedającym się albumem zespołu. Single z Albumu "We Are the People", "Tracing Lines / Silent Cry".

## Utwory
1. "We Are the People" – 4:42
2. "Itsumo" – 4:17
3. "Miss You" – 2:59
4. "Tracing Lines" – 3:48
5. "Silent Cry" – 3:26
6. "Fires" – 3:59
7. "Heads Held High" – 4:04
8. "8:18" – 3:45
9. "Who's the Enemy" – 3:18
10. "Space" – 0:34
11. "Into the Blue" – 2:37
12. "Guided by a Voice" – 3:50
13. "Sonorous" – 4:39

i dodatkowe piosenki:
1. "Yeah Yeah" (Deluxe edition) – 3:17
2. "Every Minute" (Deluxe edition) – 2:24
3. "Calling Out For Days" (Japanese Bonus track) – 3:17